# Ótta
Albums
Svartir Sandar
(2011) Berdreyminn
(2017)
Ótta est le cinquième album du groupe islandais de post-metal Sólstafir. Il est sorti le 29 août 2014 sur le label Season of Mist .

## Titre de l'album
"Ótta" est un terme islandais désignant les heures de 3h à 6h du matin.

## Liste des morceaux
Toutes les paroles sont écrites par Sólstafir, toute la musique est composée par Sólstafir.
| No | Titre     | Durée |
| -- | --------- | ----- |
| 1. | Lágnætti  | 8:44  |
| 2. | Ótta      | 9:38  |
| 3. | Rismál    | 4:24  |
| 4. | Dagmál    | 5:39  |
| 5. | Miðdegi   | 4:18  |
| 6. | Nón       | 7:47  |
| 7. | Miðaftann | 5:39  |
| 8. | Náttmál   | 11:15 |

| 1. | Tilberi             | 6:31 |
| 2. | Til Valhallar       | 4:30 |
| 3. | Ótta (Elevator Mix) | 8:56 |

## Crédits
Informations tirées de la pochette de l'album.

### Membres

#### Sólstafir
- Aðalbjörn Tryggvason - guitare, voix
- Sæþór Maríus Sæþórsson - guitare
- Svavar Austmann - basse
- Guðmundur Óli Pálmason - batterie

#### Musiciens invités
- Hrafn Thoroddsen - orgue hammond sur "Náttmál"
- Halldór Á. Björnsson - piano
- Bjarni M. Sigurðarson - banjo
- Amiina Edda Rún Ólafsdóttir - cordes
- Hildur Ársælsdóttir - cordes
- Sólrún Sumarliðadóttir - cordes
- María Huld Markan Sigfúsdóttir - cordes

#### Production
- Birgir Jón Birgirsson - production
- Aðalbjörn Tryggvason - production
- Silli Geirdal - coproduction
- Níels Adolf Svansson - ingénieur assistant
- Andy Jackson

#### Illustration et design
- Ragnar Axelsson - photographie

### Studios d'enregistrement
- Sundlaugin, Mosfellsbær, Islande
- Tube Mastering, Hertfordshire, Angleterre, Royaume-Uni

## Classement
| Chart                              | Meilleur classement |
| ---------------------------------- | ------------------- |
| Autriche (Ö3 Austria Top 40)       | 65                  |
| Finlande (Suomen virallinen lista) | 2                   |
| Allemagne (Media Control AG)       | 25                  |
| Suisse (Schweizer Hitparade)       | 64                  |
| Royaume-Uni (UK Albums Chart)      | 34                  |